# Grand Prix automobile d'Allemagne 1960
Le Grand Prix d'Allemagne 1960 est un Grand Prix qui s'est tenu sur le Nürburgring le 31 juillet 1960.

## Classement de la course
| Pos  | no | Pilote                  | Écurie                      | Châssis          | Tours | Temps/Abandon       |
| ---- | -- | ----------------------- | --------------------------- | ---------------- | ----- | ------------------- |
| 1    | 6  | Joakim Bonnier          | Porsche System Engineering  | Porsche 718/2    | 32    | 1 h 55 min 12 s 1   |
| 2    | 9  | Wolfgang von Trips      | Porsche System Engineering  | Porsche 718/2    | 32    | + 1 s 3             |
| 3    | 1  | Jack Brabham            | Cooper Car Co               | Cooper T51       | 32    | + 2 min 3 s         |
| 4    | 8  | Graham Hill             | Porsche System Engineering  | Porsche 718/2    | 32    | + 2 min 9 s 1       |
| 5    | 14 | Hans Herrmann           | Camoradi USA                | Porsche 718/2    | 32    | + 2 min 17 s 1      |
| 6    | 7  | Edgar Barth             | Porsche System Engineering  | Porsche 718/2    | 22    | + 2 min 20 s 2      |
| 7    | 11 | Innes Ireland           | Team Lotus                  | Lotus 18         | 31    | + 1 tour            |
| 8    | 21 | Dan Gurney              | Privé                       | Lotus 18         | 31    | + 1 tour            |
| 9    | 2  | Bruce McLaren           | Cooper Car Company          | Cooper T45       | 31    | + 1 tour            |
| 10   | 25 | Tony Marsh              | Privé                       | Cooper T45       | 30    | + 2 tours           |
| 11   | 20 | Wolfgang Seidel         | Scuderia Colonia            | Cooper T45       | 30    | + 2 tours           |
| 12   | 26 | Gérard Laureau (de)     | UDT-Laystall Racing Team    | Cooper T51       | 30    | + 2 tours           |
| 13   | 24 | Henry Taylor            | UDT-Laystall Racing Team    | Laystall         | 29    | + 3 tours           |
| 14   | 22 | Carel Godin de Beaufort | Écurie Maarsbergen          | Cooper T51       | 29    | + 3 tours           |
| Abd. | 28 | Jo Schlesser            | UDT-Laystall Racing Team    | Cooper T43       | 27    | + 5 tours           |
| Abd. | 23 | Lucien Bianchi          | Écurie nationale belge      | Cooper T51       | 19    | Roulements          |
| Abd. | 4  | Olivier Gendebien       | Écurie nationale belge      | Cooper T51       | 5     | Embrayage           |
| Abd. | 3  | Maurice Trintignant     | Scuderia Centro Sud (en)    | Cooper T45       | 5     | Soupape             |
| Abd. | 29 | George Lawton           | New Zealand Grand Prix Team | Cooper T45       | 4     | Moteur              |
| Nq.  | 27 | Jack Lewis              | UDT-Laystall Racing Team    | Cooper T45       |       | Non qualifié        |
| Np.  | 15 | Masten Gregory          | Scuderia Centro Sud (en)    | Cooper T51       |       | Accident aux essais |
| Np.  | 10 | Phil Hill               | Scuderia Ferrari            | Ferrari Dino 156 |       |                     |
| Np.  | 17 | Tim Parnell             | R.H.H. Parnell              | Cooper T45       |       |                     |
| Np.  | 18 | Geoff Duke              | R.H.H. Parnell              | Cooper T45       |       |                     |
| Np.  | 16 | John Surtees            | Scuderia Centro Sud (en)    | Cooper T51       |       |                     |
| Np.  | 19 | Ron Flockhart           | Emeryson Cars Ltd           | Emeryson         |       |                     |
| Np.  | 5  | Paul Frère              | Écurie nationale belge      | Cooper T51       |       |                     |
| Np.  | 12 | Jim Clark               | Team Lotus                  | Lotus 18         |       |                     |

- Légende: Abd.=Abandon - Np.=Non partant - Nq.=Non qualifié.

## Pole position & Record du tour
- Pole position : Joakim Bonnier en 3 min 8 s.
- Record du tour : Joakim Bonnier en 3 min 29 s 9.